# Alexandre Valle
Alexandre Valle Cardoso (Rio de Janeiro, 7 de abril de 1973) é um empresário e político brasileiro, filiado ao Partido Liberal. Foi deputado federal durante a 55.ª legislatura (2014-2019).

## Biografia
Em 2012, foi candidato a prefeito de Itaguaí pelo PMDB, apoiado pelo ex-prefeito Charlinho. Na ocasião, acabou em segundo lugar, tendo sido derrotado por Luciano Mota (PSDB).
Em 2014 foi eleito deputado federal pelo Rio de Janeiro, para a 55.ª legislatura (2015-2019). Na ocasião, era filiado ao PRP.
Como deputado federal, votou a favor da admissibilidade do processo de impeachment de Dilma Rousseff. Já durante o Governo Michel Temer, votou a favor da PEC do Teto dos Gastos Públicos.
Em 2016, trocou de partido novamente, dessa vez indo para o PR, e lançou candidatura novamente a prefeito, dessa vez contra Charlinho, mas foi derrotado por este.
Em agosto de 2017, votou a favor do presidente Michel Temer no processo em que se pedia abertura de investigação, e que poderia lhe afastar da presidência da república.
Entre agosto de 2019 e junho de 2020, Alexandre Valle presidiu o Instituto de Pesos e Medidas do Estado do Rio de Janeiro (Ipem).
Ainda em 2020, foi candidato à prefeitura de Itaguaí pela terceira vez, sendo derrotado pelo então prefeito Dr. Rubão. Apesar da diferença apertada (Valle recebeu 8.354 votos, contra 11.341 de Rubão), terminou a corrida em 4º.
Em junho de 2021, como parte da estratégia do governador Cláudio Castro de aproximação do PL, foi nomeado secretário de Educação. Esteve na função até dezembro de 2022, quando Castro anunciou novo secretariado.
Em 2024, concorre pela quarta vez à prefeitura de Itaguaí, com o apoio do ex-presidente Jair Bolsonaro.